# Am Gestade

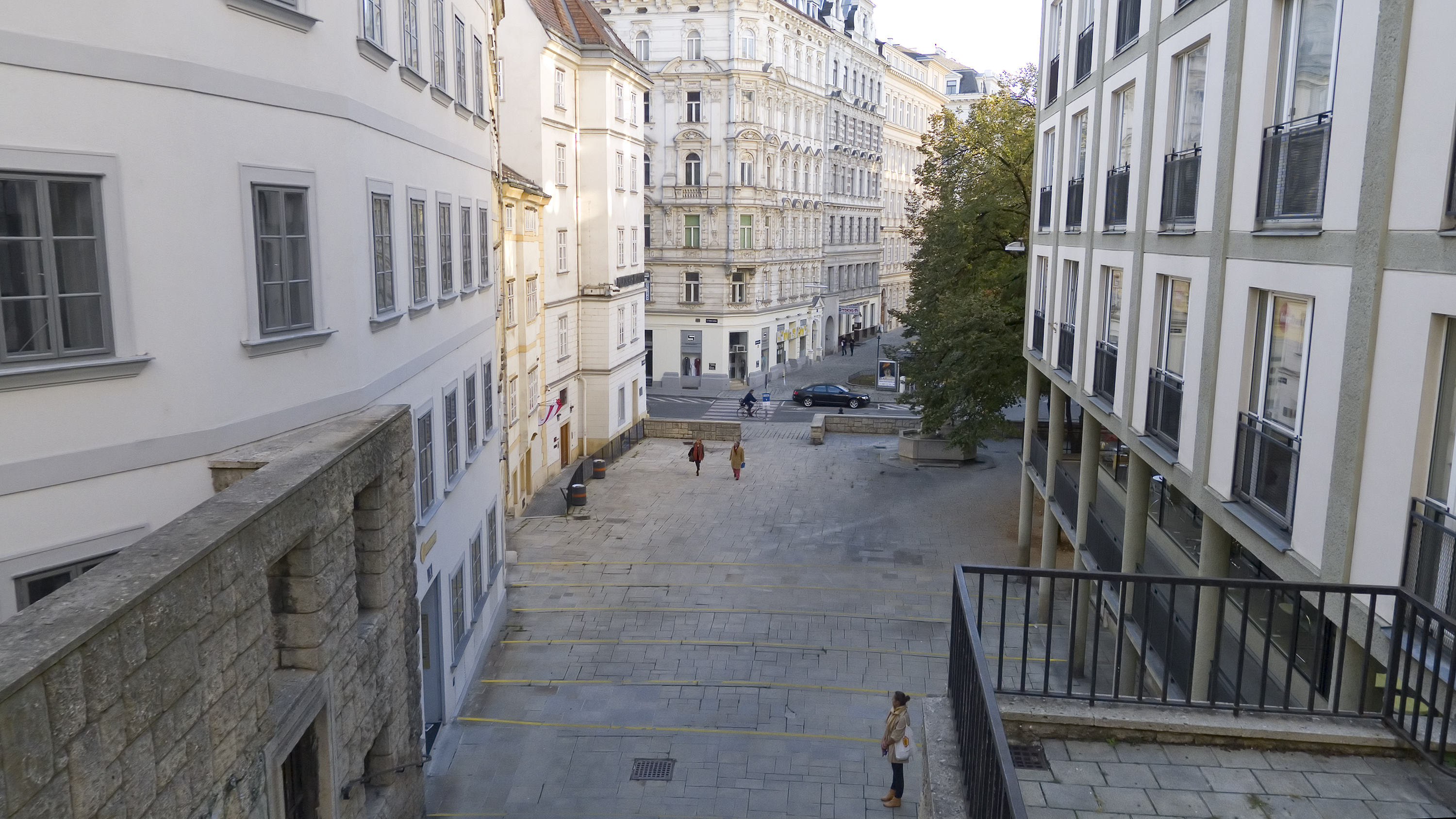
Der Platz Am Gestade

Am Gestade ist der Name einer platzartigen Verkehrsfläche und Stiege im 1. Wiener Gemeindebezirk Innere Stadt.

## Geschichte
Seit der Zeit um 1200 ist für dieses Gebiet die Bezeichnung Gstetten oder Stetten belegt. 1314 befand sich hier an der Geländekante zum Tiefen Graben eine erste Stiegenanlage, an der entlang eine Gasse entstand. Mit ihrer Hilfe konnte der Steilabfall der geologischen Stadtterrasse, die auf einen Hangrutsch im 3. Jahrhundert zurückzuführen ist, überwunden werden. An ihrem oberen Ende lagen die gotische Kirche Maria am Gestade, am unteren Ende gegen Norden der südlichste Donauarm und gegen Westen der Ottakringerbach. Der obere Teil der Gasse hieß Bei unserer Frau auf der Stetten (1360), der mittlere Abschnitt An unserer Frauen Stiegen (1378) und der untere Teil Beim Werdertor (1340). Zwischen 1473 und 1499 ist auch der Name An der Fischerstiege bezeugt. Danach wechselten die Namen relativ häufig, 1664 nannte man die Straße Gässel bei unserer Frauen Stiegen, 1795 und 1848 Auf der Gestetten bzw. An der Gstetten. 1862 erfolgte dann die noch heute gültige Benennung Am Gestade. Der Begriff Gstetten wurde im Wienerischen mittlerweile mit einer verwahrlosten und ungepflegten Gegend assoziiert und erschien daher nicht mehr zeitgemäß. 1937 wurden Stiege und Platz vom Architekten Hubert Matuschek neu gestaltet.

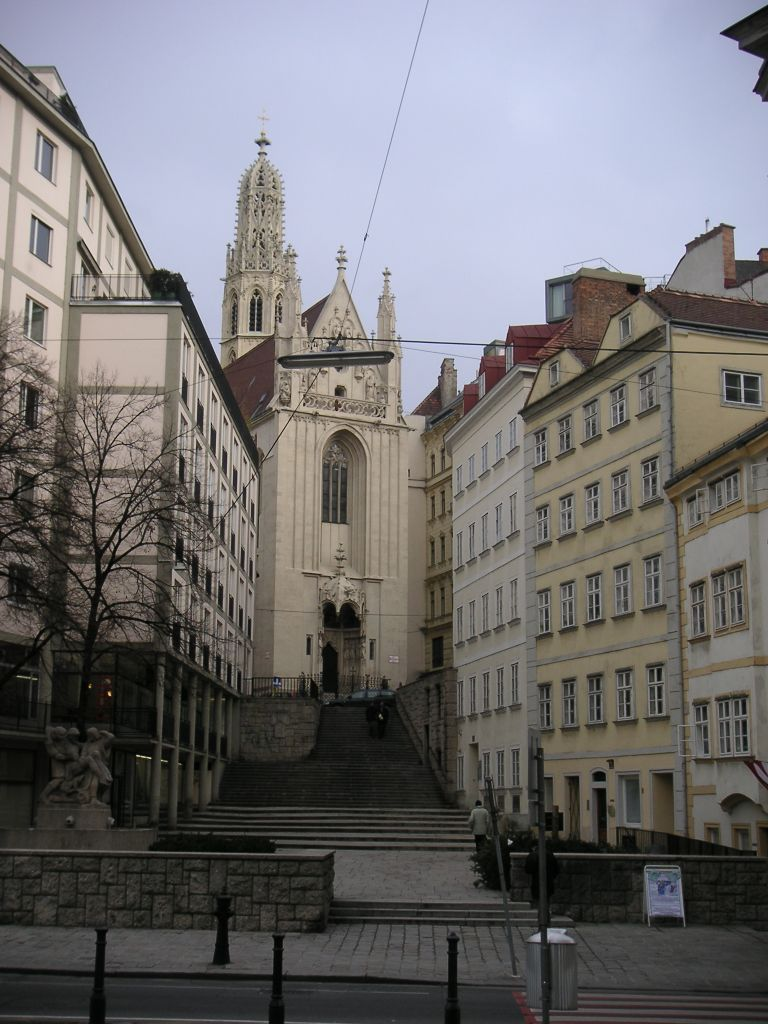
Am Gestade

## Lage und Charakteristik
Die Verkehrsfläche Am Gestade besteht heute aus einem Platz, der südöstlich an die Börsegasse anschließt, und einer Treppenanlage, die weiter nach Südosten die Geländestufe zur Kirche Maria am Gestade überwindet und auf den Passauer Platz hinaufführt. Beide Abschnitte sind ausschließlich für Fußgänger benützbar, da die untere platzartige Fläche durch eine niedrige Mauer von der Börsegasse abgetrennt wird.
Die Lage der Straße in einem sehr alten Teil der Stadt spiegelt sich noch an der westlichen Seite durch deren mittelalterlich-frühneuzeitliche Verbauung. Die östliche Seite ist hingegen durch einen einzigen, großen Gebäudeblock aus den 1950er Jahren gekennzeichnet. Die Gestaltung der 1930er Jahre führte den Blick von der Börsegasse kommend, die Stiegen entlang auf die an deren oberem Ende befindliche Kirche Maria am Gestade. Auf der Ostseite des unteren Platzes wurde ein Brunnen errichtet, der aber den Blick auf Stiege und Kirche nicht behindert, daneben Bäume gepflanzt und Sitzbänke geschaffen.
Sowohl der Brunnen als auch alle Gebäude der westlichen Seite (Nr. 1, 3, 5, 7) stehen unter Denkmalschutz.

## Verbauung

### Nr. 1 Spätrenaissance-Bürgerhaus
Das Haus stammt aus dem 1. Viertel des 17. Jahrhunderts, wurde aber 1823 durch Jakob Hainz verändert und mit einer neuen Fassade versehen. Nachdem das Gebäude 1945 schwere Kriegsschäden davongetragen hatte, entschloss man sich zu einem völligen Neubau des Inneren und einer historisierenden Wiederherstellung der Fassade. Diese ist mehrfach geknickt und besitzt steingerahmte Fenster mit profilierten Sohlbänken. Das Kellergewölbe mit Stichkappen ist noch aus der ursprünglichen Bauzeit.

### Nr. 2–4 Concordia-Hof
Der Concordia-Hof nimmt die ganze östliche Straßenseite ein. Er stammt aus dem Jahr 1952 und liegt an der Hauptadresse Passauer Platz 5. Im Hauseingang befindet sich eine Bronzeplastik Salzschiffer von Franz Barwig dem Jüngeren aus dem Jahr 1958.

### Nr. 3 Renaissance-Bürgerhaus
Das bemerkenswerte Renaissance-Bürgerhaus wurde in der 2. Hälfte des 16. Jahrhunderts erbaut. Ein Vorgängerbau ist urkundlich bereits 1381 bezeugt. 1948 reparierte man die schweren Kriegsschäden. 1973 erfolgten bei einer Totalsanierung teilweise Veränderungen im Inneren, vor allem im Erdgeschoß. Die Fassade ist mit geputzten Eckquaderungen und Gesimsbändern gegliedert. Das Grabendach und die Doppelgiebel sitzen auf einem kräftigen Kranzgesims. Die Fenster sind steingerahmt und besitzen profilierte Sohlbänke. Im Inneren sind das Foyer mit Kreuzgratgewölben und die steinerne Wendeltreppe bemerkenswert.

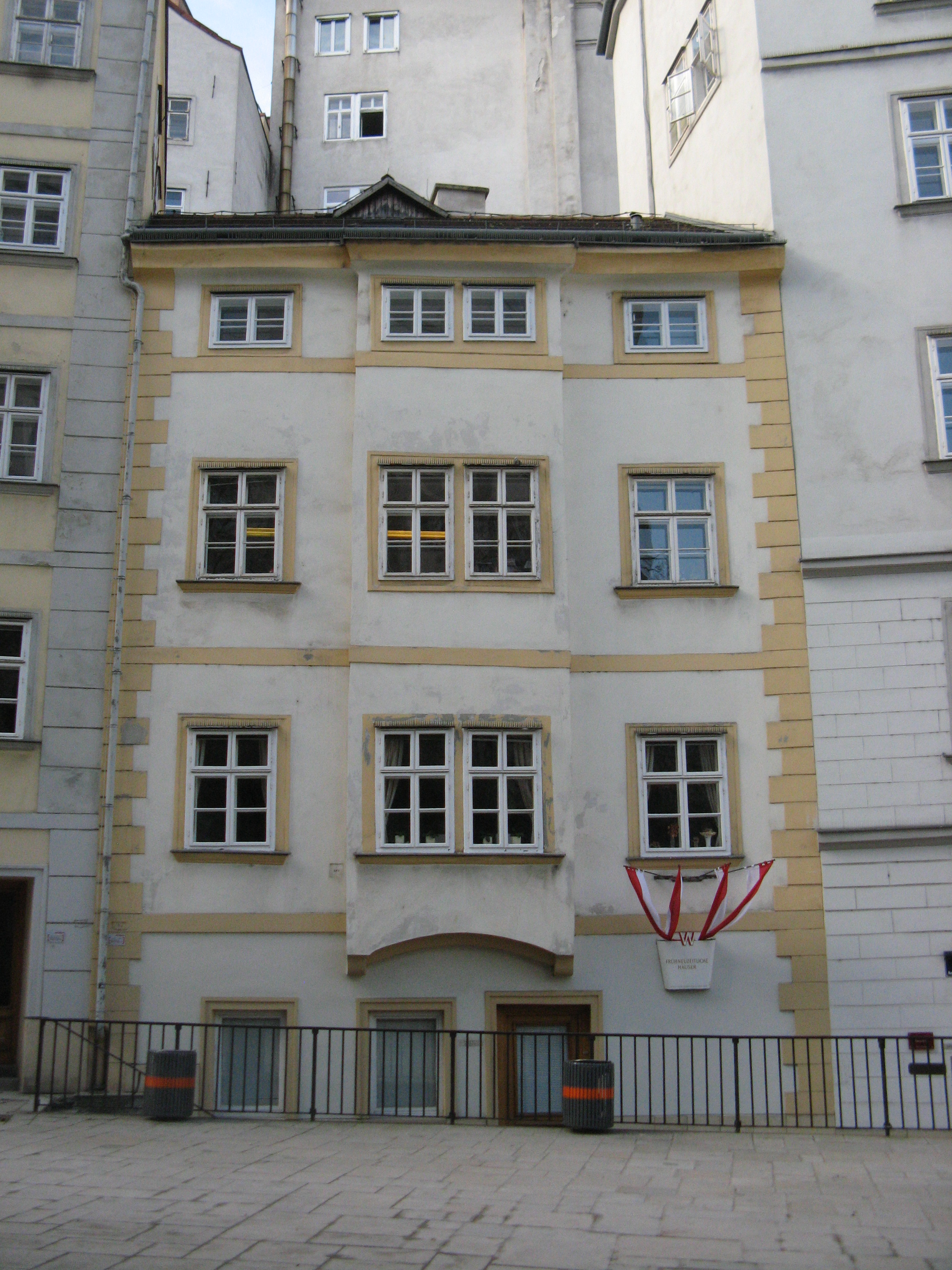
Renaissance-Bürgerhaus, Am Gestade Nr. 5

### Nr. 5 Renaissance-Bürgerhaus
Dieses Renaissance-Bürgerhaus ist etwas kleiner als seine Nachbargebäude. Es wurde in der 1. Hälfte des 16. Jahrhunderts errichtet. Bei der Totalsanierung 1973 wurde teilweise das Innere, vor allem aber das Erdgeschoß verändert. An der Fassade fällt ein doppelachsiger Mittelerker auf Konsolen auf, die geputzte Eckquaderung und Gesimsbänder gliedern die Front. Die Fenster sind steingerahmt und besitzen profilierte Sohlbänke. Die barocken Pawlatschengänge im Hof stammen aus der 1. Hälfte des 18. Jahrhunderts. Deren Schmiedeeisensteher sind bemerkenswert aufwändig gestaltet. Im Inneren sind vor allem die steinerne Wendeltreppe und die Stichkappentonnen im Erdgeschoß von Bedeutung.

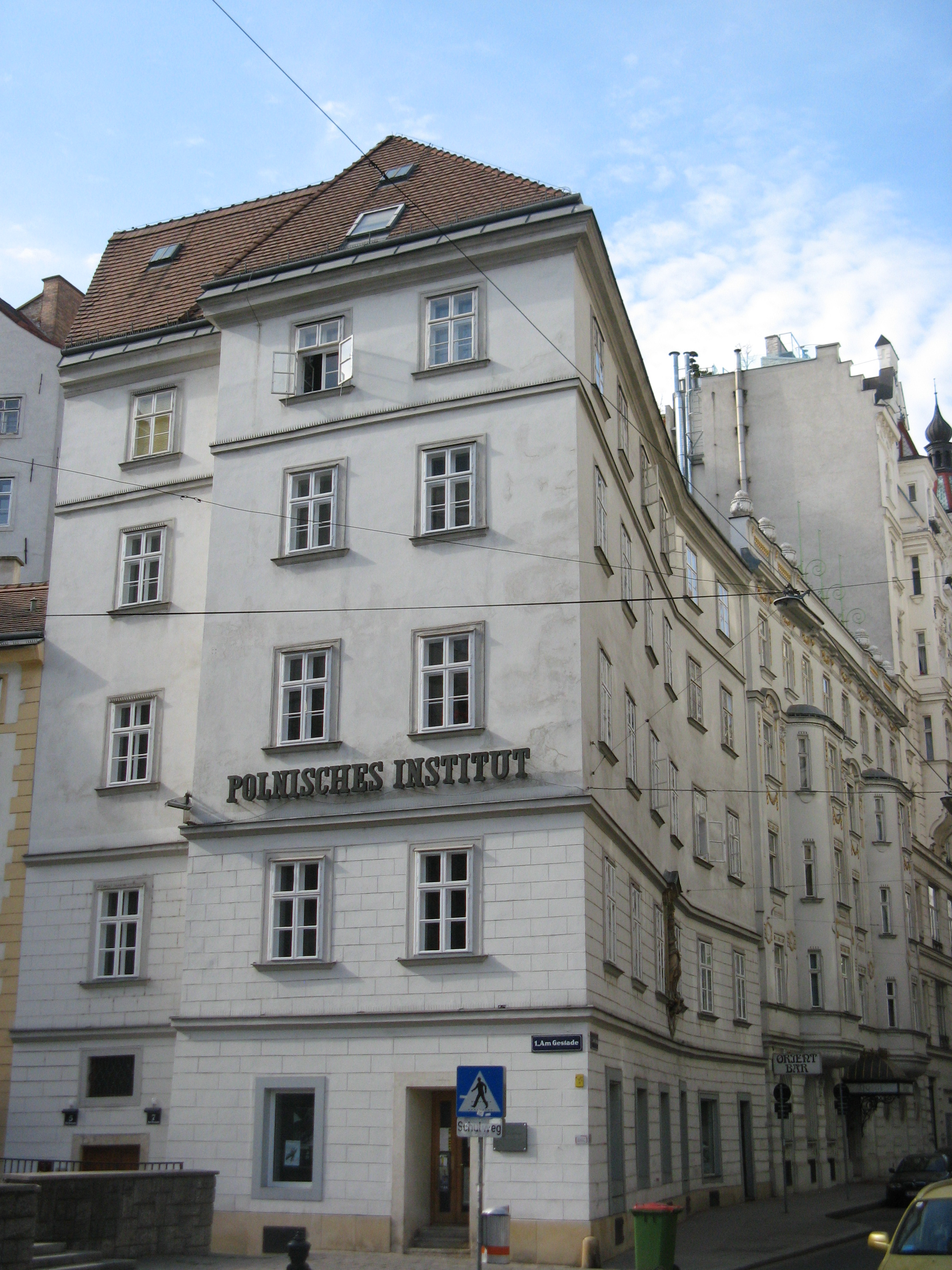
Polnisches Kulturinstitut, Am Gestade Nr. 7

### Nr. 7 Bürgerhaus
Das Bürgerhaus stammt im Kern aus der Renaissance und wurde im Barock und 1803 durch Ernest Koch verändert, der zwei Stockwerke hinzufügte. Das an der Ecke zum Tiefen Graben liegende Gebäude auf unregelmäßigem Grundriss besitzt eine gekrümmte und gestufte Fassade, deren untere beiden Geschoße quadergenutet sind. Die Fenster sind steingerahmt mit profilierten Sohlbänken, die Fassade durch schlichte Gesimsbänder gegliedert. An der Seite zum Tiefen Graben befindet sich in einer Halbrundnische mit reicher Ädikularahmung eine barocke Steinstatue der Maria Immaculata aus dem 1. Viertel des 18. Jahrhunderts. Im Inneren sind vor allem die tonnengewölbte Einfahrt mit einem Steinbrunnen, die Wendeltreppe, Stichkappentonnen aus dem 16. Jahrhundert im Erdgeschoß und barocke Stichkappentonnen im Keller bemerkenswert. Im Innenhof befinden sich Pawlatschengänge. Im Hof, der an der Rückseite von der Geländekante begrenzt wird, sind Reste der mittelalterlichen Stadtmauer aus der Babenbergerzeit erhalten. Seit 1974 ist das Polnische Kulturinstitut im Gebäude untergebracht.

### Hannakenbrunnen
Auf dem freien Platz unterhalb der Stiege errichtete der Bildhauer Rudolf Schmidt 1937 einen Brunnen nach Plänen des Architekten Hubert Matuschek. Dabei handelt es sich um ein wuchtiges, achteckiges, steinernes Becken auf einem flachen Podest, in dem sich eine Figurengruppe befindet. Sie stellt eine Szene aus einer Sage dar, nach der der sogenannte Hannakenkönig, ein Bader, Menschen nachts absichtlich zu Fall brachte, um anschließend an deren Behandlung zu verdienen.